# Alhaurín el Grande

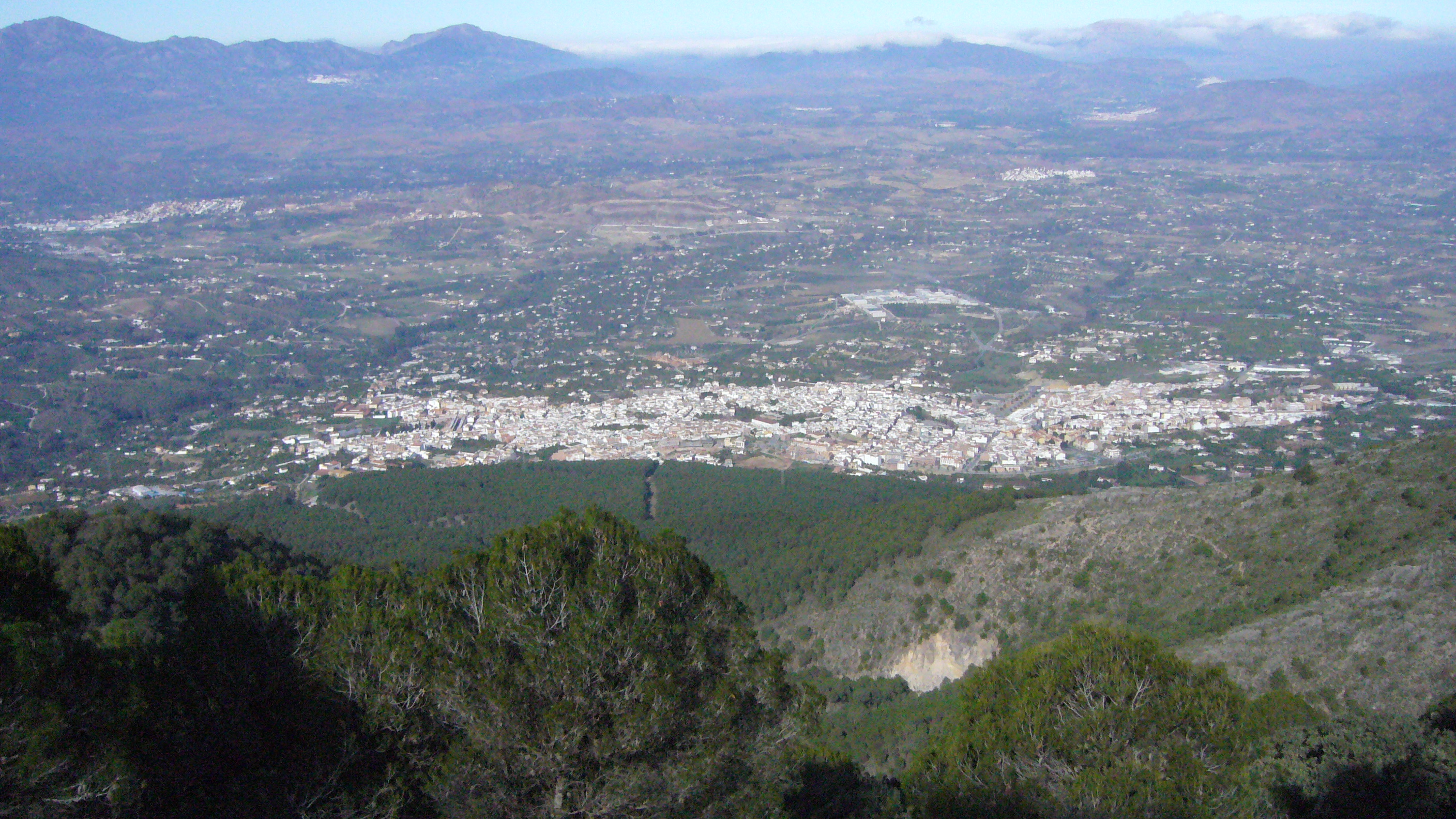
Vista de Alhaurín el Grande.

Alhaurín el Grande là một đô thị trong tỉnh Málaga, cộng đồng tự trị Andalusia Tây Ban Nha. Đô thị này có diện tích là 73,1 ki-lô-mét vuông, dân số năm 2009 là 23.319 người với mật độ 319 người/km². Đô thị này có cự ly 30 km so với tỉnh lỵ Málaga.